# Hymn Czarnogóry
Oj, svijetla majska zoro (pol. „O, jasna majowa jutrzenko”) – hymn narodowy Czarnogóry. Zanim została oficjalnie uznana za hymn narodowy w 2004 r., była to popularna pieśń ludowa Czarnogórców, z wieloma istniejącymi wariantami. Obecny tekst został opracowany w 1937 r. przez Sekulę Drljevicia.

## Tekst i tłumaczenie
| W języku czarnogórskim – alfabet łaciński | W języku czarnogórskim – cyrylica | Tłumaczenie |
| --- | --- | --- |
| Oj svijetla majska zoro Majko naša Crna Goro Sinovi smo tvog stijenja I čuvari tvog poštenja Volimo vas, brda tvrda, I stravične vaše klance Koji nikad ne poznaše Sramotnoga ropstva lance. Dok lovćenskoj našoj misli Naša sloga daje krila, Bit će gorda, bit će slavna Domovina naša mila. Rijeka će naših vala, Uskačući u dva mora, Glas nositi okeanu, Da je vječna Crna Gora. | Ој свијетла мајска зоро Мајко наша Црна Горо Синови смо твог стијења И чувари твог поштења Волимо вас, брда тврда, И стравичне ваше кланце Који никад не познаше Срамотнога ропства ланце. Док ловћенској нашој мисли Наша слога даје крила, Бит ће горда, бит ће славна Домовина наша мила. Ријека ће наших вала, Ускачући у два мора, Глас носити океану, Да је вјечна Црна Гора. | O jasna majowa jutrzenko, Matko nasza Czarnogóro, Jesteśmy synami twych skał, I strażnikami twojej uczciwości. Kochamy was, twarde góry, I wasze straszne wąwozy, Które nigdy nie poznały Łańcuchów sromotnego niewolnictwa. Póki naszej myśli Lovćena Nasza jedność daje skrzydła, Będzie dumna, będzie sławna Ojczyzna nasza ukochana. Rzeka z naszych brzegów, Uchodząc do dwóch mórz, Zaniesie głos do oceanu, Że Czarnogóra jest wieczna. |